# Moteto
Moteto či motet (snad z latinského movere, hýbat se, anebo starofrancouzského mot, slovo, výrok) je označení několika skladebných forem sborové hudby, které se používaly v různých obdobích dějin hudby.

## Historie
Výraz se objevil ve 13. století jako označení pro raná díla používající kontrapunkt založený na repetitivním opakování základního hlasu zvaného cantus firmus. Charakteristickým znakem moteta je jeho vícetextovost. Každý z hlasů měl jiný text, a to dokonce i v různých jazycích.
V období renesance byl cantus firmus opuštěn a jako moteta se označují rozsáhlejší polyfonní kompozice obvykle na duchovní texty. Moteto tedy tehdy bylo duchovním protikladem světského madrigalu, s nímž jinak sdílelo podobný hudební charakter.
V barokní Francii kromě toho vzniká rozdělení na petits motets s doprovodem jen bassa continua a grands motets s orchestrálním doprovodem. Od konce baroka je označení skladeb jako motet již jen výjimečné, většinou jde o rozsáhlejší vokálně instrumentální díla na duchovní témata, často s latinským textem.

## Barokní moteta
Marc-Antoine Charpentier složil více než 200 motet.  

### Lullyho moteta
Grands motets
- Jubilate Deo omnis terra (1660)
- O Lachrymae Fideles (1664)
- Miserere (1664)
- Plaude Laetare Gallia (1668)
- Te Deum (1677)
- De Profundis (1683)
- Dies Irae (1683)
- Exaudiat te Dominus (1683)
- Quae Fremuerunt (1685)
- Benedictus (1685)
- Notus in Judaea Deus

Petits motets
- Anima Christi
- Ave Coeli
- Dixit Dominus
- Domine Salvum Regem
- Exaudi Deus
- Laudate Pueri
- O Dulcissime
- Omnes Gentes
- O Sapientia
- Regina Coeli
- Salve Regina

### Bachova moteta
- BWV 225 Singet dem Herrn ein neues Lied (1726)
- BWV 226 Der Geist hilft unser Schwachheit auf (1729)
- BWV 227 Jesu, meine Freude (?)
- BWV 228 Fürchte dich nicht (?)
- BWV 229 Komm, Jesu, komm (1730-?)
- BWV 230 Lobet den Herrn, alle Heiden (?)